# 焦納河

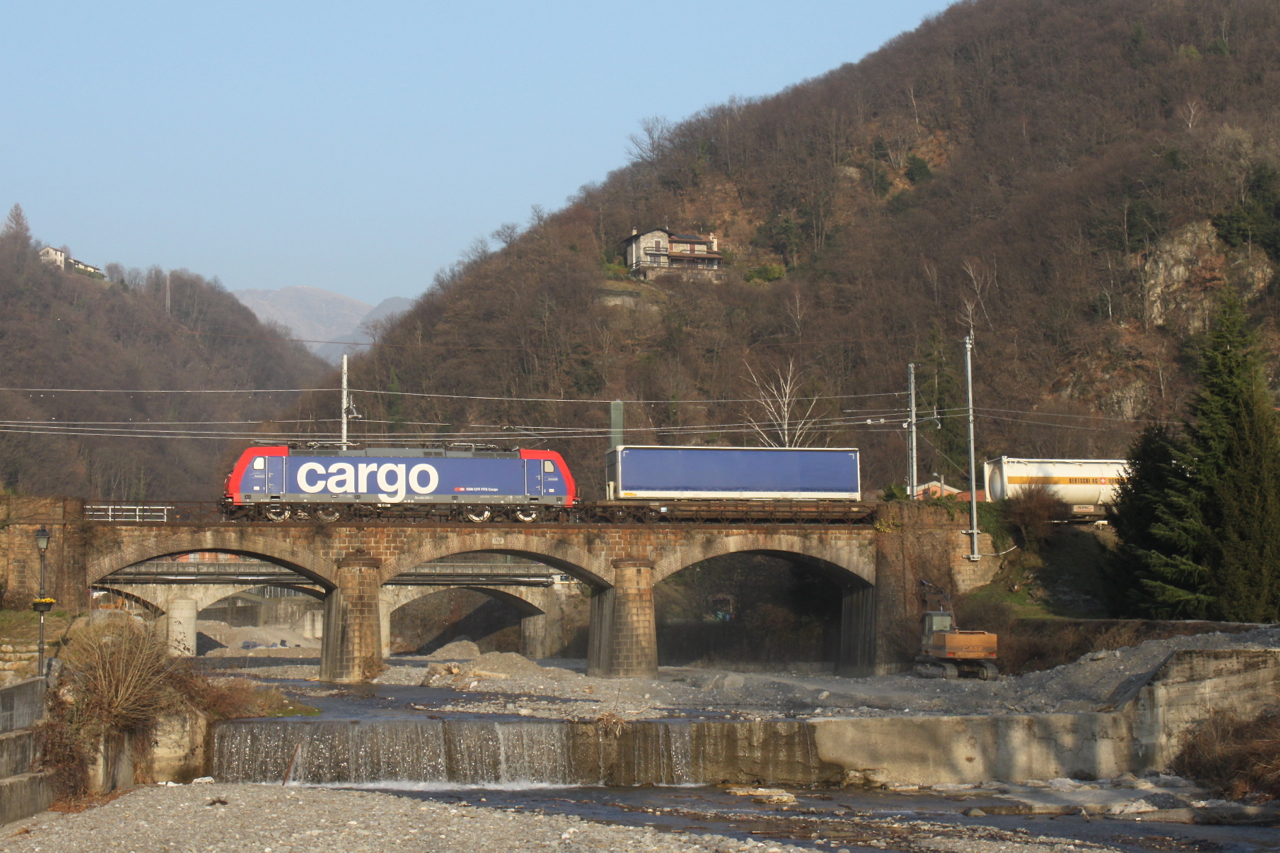
焦納河上游。

焦納河是歐洲的河流，流經瑞士提契諾州和意大利倫巴底，河道全長10.2公里，流域面積44平方公里，發源自塔瑪洛山，最終在馬卡尼奧注入馬焦雷湖。
46°03′N 8°44′E / 46.050°N 8.733°E